# Гравітаційний маневр

Гравітаційний маневр для прискорення об'єкта

Гравітаційний маневр для уповільнення об'єкта

Гравітаці́йний мане́вр  або ефе́кт пра́щі — розгін, уповільнення або зміна напряму польоту космічного апарата, під дією гравітаційних полів небесних тіл. Використовується для економії палива та досягнення високих швидкостей при польотах автоматичних міжпланетних станцій до далеких планет Сонячної системи.

## Принцип застосування
Розглянемо траєкторію космічного апарата, що пролітає поблизу якогось великого небесного тіла, наприклад, Юпітера. У початковому наближенні ми можемо знехтувати дією на космічний апарат гравітаційних сил від інших небесних тіл.
У системі відліку, пов'язаній з Юпітером, космічний апарат розганяється, проходить точку з мінімальною відстанню до планети, а потім сповільнюється. Загальна траєкторія космічного апарата є гіперболою, причому швидкості до і після маневру збігаються.
Тепер подивимося на ту ж ситуацію в системі відліку, пов'язаній з Сонцем. У цій системі відліку планета рухається по орбіті (у випадку з Юпітером, зі швидкістю понад 13 км/с), тому швидкість космічного апарата відносно Сонця може змінитися. Таким чином, без витрат палива можна змінити кінетичну енергію космічного апарата.
Найвигідніші гравітаційні маневри біля планет-гігантів, але найчастіше відбуваються маневри біля Венери, Землі, Марса і навіть Місяця.
Вважається, що вперше гравітаційний маневр здійснено 1974 року космічним апаратом Марінер-10 — відбулось зближення з Венерою, після якого апарат попрямував до Меркурія. Проте російські історики космонавтики стверджують, що ідея гравітаційного маневру втілилась на практиці під час польоту космічного апарата «Е-2А» № 1 (з 1963 року — Луна-3), автоматичної міжпланетної станції, якій вперше у світі вдалося здійснити фотографування зворотного боку Місяця.

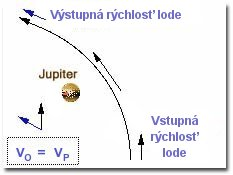
Космічний апарат в системі відліку, пов'язаній з Юпітером

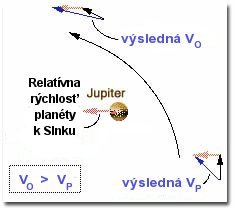
Космічний апарат в системі відліку, пов'язаній з Сонцем

Також гравітаційним маневром іноді вважається комбінований спосіб прискорення космічних апаратів. Суть даного способу полягає в тому, що при виконанні гравітаційного маневру, в «нижній» частині траєкторії апарат вмикає двигун і спалює паливо, отримуючи додаткове прискорення і переводячи таким чином внутрішню енергію палива в кінетичну енергію корабля. Крім того, за рахунок цього при «підйомі» апарата з гравітаційного колодязя планети його кінетична енергія не витрачається на збільшення потенційної енергії спаленого палива, що дозволяє отримати додатковий виграш у швидкості. Художній опис подібного маневру можна зустріти у фантастичному романі Артура Кларка 2010: Одіссея Два.
Складну комбінацію гравітаційних маневрів використовувала автоматична міжпланетна станція «Кассіні». Для розгону апарат використовував гравітаційне поле трьох планет.

## Історичні витоки методу
У своїй роботі «Тим хто буде читати, щоб будувати» (1918—1919, надрукована 1937) Юрій Кондратюк запропонував, що космічний апарат, подорожуючи між двома планетами може прискорюватись на початку своєї траєкторії і сповільнюватись у кінці своєї траєкторії за допомогою гравітації двох супутників планет.
У своїй праці 1925 року «Проблема польоту за допомогою реактивних апаратів: міжпланетні польоти», Фрідріх Цандер висловив аналогічні міркування.
Жоден з них не припустив, що під час прольоту біля планет гравітаційний маневр може прискорити апарат і значно зменшити кількість палива, необхідної для подорожі між планетами. Це відкриття зробив Майкл Мінович 1961 року.
Вперше гравітаційний маневр відбувся 1959 року, коли радянський зонд Луна-3 сфотографував зворотний бік Місяця. Виконання маневру спиралось на дослідження, виконані на кафедрі прикладної математики в Математичному інституті прикладної математики
Ідея була швидко підхоплена і реалізована в багатьох космічних місіях.

### Теоретичний аспект
Можливість значно прискорити рух апарата без витрат енергії видається дивною і вимагає пояснення.
Часто доводиться чути про «захоплення» астероїдів і комет гравітаційним полем планет. Щиро кажучи, захоплення без втрат енергії неможливе: якщо якесь тіло наближається до масивної планети, модуль його швидкості спочатку зростає при наближенні, а потім настільки ж зменшується при віддаленні.
Тіло може перейти на орбіту супутника планети, якщо:
- при цьому відбувається його гальмування (наприклад, гальмування у верхніх шарах атмосфери, якщо зближення досить близьке);
- якщо виникає значне припливне розсіювання енергії;
- якщо відбувається руйнування тіла усередині межі Роша з різними векторами швидкості, набутими уламками.

На стадії формування Сонячної системи важливим фактором було також гальмування тіла в газо-пиловій туманності. Що ж стосується космічних апаратів, то тільки в разі виведення на орбіту супутника використовується гальмування у верхніх шарах атмосфери (aerobraking). В «чистому» гравітаційному маневрі правило рівності модуля швидкостей до і після зближення з планетою зберігається неухильно.

### Практичний аспект
Виграш стає очевидним, якщо від планетоцентричних перейти до геліоцентричних координат.
Максимально можливі збільшення швидкості, км/с:
| Меркурій | Венера | Земля | Місяць | Марс  | Юпітер | Сатурн | Уран  | Нептун | Плутон |
| 3.005    | 7.328  | 7.910 | 1.680  | 3.555 | 42.73  | 25.62  | 15.18 | 16.73  | 1.09   |

Найвигідніші маневри біля планет-гігантів, причому вони помітно скорочують тривалість польоту. Використовуються також маневри біля Землі і Венери, але це значно збільшує тривалість космічної подорожі. Усі наведені в таблиці дані стосуються пасивного маневру. У деяких випадках в періцентрі облітної гіперболи апарата рушійна установка створює невеликий реактивний імпульс, що дає суттєвий додатковий виграш.
У польоті апарата часто потрібно не прискорення, а уповільнення. Легко вибрати таку геометрію зближення, коли швидкість апарата в геліоцентричних координатах впаде. Це залежить від розташування векторів швидкостей при обміні кутовими моментами. Спрощуючи завдання, можна сказати, що зближення апарата з планетою з внутрішньої сторони її орбіти призводить до того, що апарат віддає планеті частину свого кутового моменту і сповільнюється, і навпаки, зближення із зовнішнього боку орбіти призводить до збільшення моменту і швидкості апарата. Цікаво, що ніякими акселерометрами на борту зареєструвати зміну швидкості апарата в маневрах неможливо — вони постійно реєструють стан невагомості.
Переваги гравітаційного маневру в порівнянні з гоманівським перельотом до планет-гігантів виходять настільки великими, що корисне навантаження апарата можна збільшити вдвічі. При гравітаційному маневрі біля масивних планет-гігантів час прибуття в заплановану точку скорочується дуже значно.
Розробка принципів маневру показала, що можна використовувати і менш масивні тіла (Землю, Венеру, в особливих випадках Місяць). Тільки маса в якомусь сенсі розмінюється на час польоту, що змушує дослідників чекати 2-3 зайві роки. Однак прагнення скоротити витрати на дорогі космічні програми змушує змиритися з такою втратою часу. Тепер вибір траси польоту робиться, зазвичай, багатоцільовим, з охопленням кількох планет. 1986 року гравітаційний маневр біля Венери дозволив забезпечити зустрічі радянських апаратів «ВЕГА-1» і «ВЕГА-2» з кометою Галлея.